# Sébazac-Concourès

Sébazac-Concourès este o comună în departamentul Aveyron din sudul Franței. În 1 ianuarie 2022 avea o populație de 3.266 de locuitori.